# Blades of Glory - Due pattini per la gloria
Blades of Glory - Due pattini per la gloria (Blades of Glory) è un film comico del 2007 diretto da Will Speck e Josh Gordon, come parodia del pattinaggio di figura, con protagonisti Will Ferrell e Jon Heder.

## Trama
Jimmy MacElroy è un giovane pattinatore timido e talentuoso, bimbo prodigio effeminato e molto amato dal pubblico. Chazz Michael Michaels è invece un pattinatore arrogante e sfacciato, amato dalle donne per il suo fascino irresistibile. Jimmy e Chazz sono i promettenti assi del pattinaggio maschile americano. I due atleti però oltre ad essere invischiati in una infinita competizione per dimostrare chi fra loro è il migliore, non riescono a sopportarsi neppure al di fuori dalle piste di pattinaggio.
Al termine di una competizione i due atleti finiscono primi a pari merito, ma non essendo d'accordo nel dividere la medaglia, finiscono per scatenare una rissa sul podio: in seguito alla "deplorevole dimostrazione di poca sportività" la federazione esclude i due giovani da ogni competizione, bandendoli di fatto dal mondo del pattinaggio professionista.
Rimasti senza occupazione e senza soldi, i due si barcamenano fra lavoretti saltuari e poco gratificanti, fino a trovare una soluzione, che finirà per farli stare insieme "per forza". Infatti pur non potendo gareggiare da singoli, Jimmy e Chazz possono sempre competere nel pattinaggio a coppia. Ma fra i due la convivenza non sarà affatto facile...

## Produzione

### Sviluppo
Il film è basato su un'idea dell'attrice Busy Philipps, che ha lavorato attivamente anche alla sceneggiatura, nonostante un altro sceneggiatore del film, Craig Cox, abbia attribuito l'intera ideazione del progetto di Blades of Glory a suo fratello, Jeff Cox: la Phillips ha discusso di questo nella sua autobiografia, This Will Only Hurt A Little, nel quale afferma che avrebbe dovuto essere accreditata come co-sceneggiatrice nei titoli di coda e che addirittura aveva avuto lei l'idea di suggerire Will Ferrell come coprotagonista del film, assieme a Ben Stiller (rimasto "solo" produttore del film).
All'epoca oltretutto lei e Craig erano fidanzati, quando, durante la produzione della commedia White Chicks, l'uomo le fece visita a Vancouver (luogo tra l'altro pensato come set perle riprese!): addirittura lei, saputo da lui che non sarebbe stata accreditata tra gli sceneggiatori del film, lo ha cacciato e non l'ha neanche fatto entrare nella sua stanza d'albergo.
assieme a Seth Rogen: quest'ultimo ha anche affermato che lui e un quarto sceneggiatore del film, Evan Goldberg, avevamo scritto una bozza della sceneggiatura che includeva "alcune delle più grandi battute presenti nel film che avete visto", ma che alla fine sono stati licenziati e non hanno ricevuto alcun merito, come Busy.

### Riprese
Tutte le scene ambientate nelle piste dei "Campionati Nazionali di Pattinaggio di Figura" e dei Giochi Olimpici Invernali sono state girate alla Los Angeles Memorial Sports Arena, negli anni '80 una rinomata pista, entrata nel 1995 in disuso; invece, per quanto riguarda le scene esterne è stato utilizzato un vero stadio tuttora vivo: lo Stadio Olimpico di Montréal, costruito per le Olimpiadi Invernali del 1976.
Anche la tragicomica scena dell'inseguimento all'aperto tra Chazz e Stranz è stata girata sul posto a Montréal, totalmente improvvisata; l'edificio utilizzato come alloggio per gli atleti olimpionici a Montréal era l'unico Habitat 67 rimasto, costruito per il remoto Expo del '67.
Le riprese del film sono state sospese per un breve periodo di tempo, quando il coprotagonista Jimmy, l'attore Jon Heder, si è rotto la caviglia ben 2 volte mentre si allenava a pattinare per il film. Ad allenare entrambi i protagonisti è stata la coach della campionessa più premiata della storia del pattinaggio Michelle Kwan (tra l'altro ance nominata nel film): Sarah Kawahara.

## Colonna sonora
La colonna sonora del film è stata prodotta e curata dal compositore Theodore Shapiro e, oltre alle sue composizioni originali, contiene anche alcune celebri canzoni di altri artisti.

### Tracce[6]
1. I Don't Want to Miss a Thing - Aerosmith
2. Blades of Glory - Bo Bice
3. The Stroke - Billy Squier
4. Good Vibrations - Marky Mark & The Funky Bunch
5. Hot Blooded - Foreigner
6. Dance Sucka - T. Ray
7. Rock You Like a Hurricane - Scorpions
8. Let's Get It On - Marvin Gaye
9. Olympiad - Frederick Fennell & The Cleveland Symphonic Winds
10. Slice and Dice - Theodore Shapiro
11. Snow Cones - Theodore Shapiro
12. Blades Of Glory - Theodore Shapiro
13. Xanadu - Olivia Newton-John
14. Flash - Queen

Inoltre, nonostante non in versione originale, vi è una celebre scena in cui Chazz canta My Humps dei Black Eyed Peas.
Non compresa nel CD della colonna sonora, ma presente nel film (nella scena d'apertura nel quale il piccolo prodigio Jimmy pattina in orfanotrofio), c'è anche Con te partirò di Andrea Bocelli, nonché anche Flash dei Queen (appositamente scritta per il film di Flash Gordon), nell'esibizione finale.

## Distribuzione
Il film è stato distribuito nelle sale cinematografiche statunitensi il 30 marzo 2007, prodotto dalla DreamWorks e distribuito dalla Paramount Pictures, mentre in Italia il 27 luglio dello stesso anno.

## Accoglienza

### Incassi
Il film, un successo al botteghino, ha incassato in totale 145 milioni di dollari in tutto il mondo, di cui $ 118,2 solo in patria.

### Critica
Il film, oltre che dal pubblico, ha ricevuto molte recensioni positive anche dalla critica.
Sul sito web Rotten Tomatoes il film riceve il 70% delle recensioni professionali positive, con un voto medio di 7/10, basato su 188 recensioni; il consenso critico del sito afferma che "Will Ferrell e Jon Heder sono la coppia più romantica e comica dell'anno!".

## Curiosità
- Nella famosa canzone di Jay-Z e Kanye West Niggas in Paris, vi è un campionamento della voce di Chazz nella celebre scena di "Lady Hump";[10]
- Il coprotagonista Jon Heder ha vissuto 2 anni in Giappone, imparando perciò a parlare correntemente la lingua giapponese, come si vede nella scena della conferenza stampa in cui Jimmy parla ad una giornalista giapponese, appunto.[11]